# Scherma ai Giochi della XV Olimpiade - Spada a squadre maschile
La competizione della spada a squadre maschile  di scherma ai Giochi della XV Olimpiade si tenne i giorni 25 e 26 luglio 1952 ai campi da tennis di Espoo presso Helsinki.

## Risultati

### 1º Turno
Si è disputato il 25 luglio. Sei gruppi, le prime due squadre classificate accedevano al secondo turno.

#### Gruppo 1
Classifica
| Pos. | Nazione       | Vittorie | VI | SI | Incontri          | Incontri                 | Incontri           | Incontri |
| Pos. | Nazione       | Vittorie | VI | SI | Svezia (bandiera) | Gran Bretagna (bandiera) | Polonia (bandiera) |          |
| ---- | ------------- | -------- | -- | -- | ----------------- | ------------------------ | ------------------ | -------- |
| 1    | Svezia        | 1        | 9  | 0  | X                 | ND                       | 9-0                |          |
| 1    | Gran Bretagna | 1        | 10 | 6  | ND                | X                        | 10-6               |          |
| 3    | Polonia       | 0        | 6  | 19 | 0-9               | 6-10                     | X                  |          |

Incontri
| Atleti (Vittorie individuali)                                                       | Nazione                  | VT | VT | Nazione            | Atleti (Vittorie individuali)                                                       |
| ----------------------------------------------------------------------------------- | ------------------------ | -- | -- | ------------------ | ----------------------------------------------------------------------------------- |
| René Paul (2), Allan Jay (3) Christopher Grose-Hodge (3), Ronald Parfitt (2)        | Gran Bretagna (bandiera) | 10 | 6  | Polonia (bandiera) | Andrzej Przeździecki (1), Wojciech Rydz (1) Jan Nawrocki (1), Adam Krajewski (3)    |
| Berndt-Otto Rehbinder (3), Bengt Ljungquist (2) Per Carleson (2), Carl Forssell (2) | Svezia (bandiera)        | 9  | 0  | Polonia (bandiera) | Andrzej Przeździecki (0), Zygmunt Grodner (0) Adam Krajewski (0), Wojciech Rydz (0) |

#### Gruppo 2
Classifica
| Pos. | Nazione          | Vittorie | VI | SI | Incontri          | Incontri               | Incontri                    | Incontri |
| Pos. | Nazione          | Vittorie | VI | SI | Italia (bandiera) | Stati Uniti (bandiera) | Unione Sovietica (bandiera) |          |
| ---- | ---------------- | -------- | -- | -- | ----------------- | ---------------------- | --------------------------- | -------- |
| 1    | Italia           | 1        | 8  | 4  | X                 | ND                     | 8-4                         |          |
| 1    | Stati Uniti      | 1        | 8  | 8  | ND                | X                      | 8-8                         |          |
| 3    | Unione Sovietica | 0        | 12 | 16 | 4-8               | 8-8                    | X                           |          |

Incontri
| Atleti (Vittorie individuali)                                                       | Nazione                | VT     | VT     | Nazione                     | Atleti (Vittorie individuali)                                               |
| ----------------------------------------------------------------------------------- | ---------------------- | ------ | ------ | --------------------------- | --------------------------------------------------------------------------- |
| Ed Vebell (1), Paul Makler, Sr. (4) Alfred Skrobisch (1), Joe de Capriles (2)       | Stati Uniti (bandiera) | 8 (32) | 8 (29) | Unione Sovietica (bandiera) | Genrikh Bulgakov (1), Juozas Ūdras (2) Lev Saychuk (2), Yury Deksbakh (3)   |
| Roberto Battaglia (1), Carlo Pavesi (2) Franco Bertinetti (2), Giuseppe Delfino (3) | Italia (bandiera)      | 8      | 4      | Unione Sovietica (bandiera) | Yury Deksbakh (3), Ak'ak'i Meipariani (0) Juozas Ūdras (1), Lev Saychuk (0) |

#### Gruppo 3
Classifica
| Pos. | Nazione  | Vittorie | VI | SI | Incontri            | Incontri            | Incontri           | Incontri |
| Pos. | Nazione  | Vittorie | VI | SI | Ungheria (bandiera) | Svizzera (bandiera) | Brasile (bandiera) |          |
| ---- | -------- | -------- | -- | -- | ------------------- | ------------------- | ------------------ | -------- |
| 1    | Ungheria | 1        | 14 | 1  | X                   | ND                  | 14-1               |          |
| 1    | Svizzera | 1        | 8  | 2  | ND                  | X                   | 8-2                |          |
| 3    | Brasile  | 0        | 3  | 22 | 1-14                | 2-8                 | X                  |          |

Incontri
| Atleti (Vittorie individuali)                                                     | Nazione             | VT | VT | Nazione            | Atleti (Vittorie individuali)                                              |
| --------------------------------------------------------------------------------- | ------------------- | -- | -- | ------------------ | -------------------------------------------------------------------------- |
| Lajos Balthazár (4), Barnabás Berzsenyi (3) Béla Rerrich (3), József Sákovics (4) | Ungheria (bandiera) | 14 | 1  | Brasile (bandiera) | Darío Amaral (0), César Pekelman (0) Walter de Paula (1), Helio Vieira (0) |
| Otto Rüfenacht (2), Paul Meister (2) Oswald Zappelli (1), Paul Barth (3)          | Svizzera (bandiera) | 8  | 2  | Brasile (bandiera) | Darío Amaral (0), César Pekelman (1) Walter de Paula (1), Helio Vieira (0) |

#### Gruppo 4
Classifica
| Pos. | Nazione    | Vittorie | VI | SI | Incontri          | Incontri             | Incontri              | Incontri             |
| Pos. | Nazione    | Vittorie | VI | SI | Belgio (bandiera) | Danimarca (bandiera) | Portogallo (bandiera) | Venezuela (bandiera) |
| ---- | ---------- | -------- | -- | -- | ----------------- | -------------------- | --------------------- | -------------------- |
| 1    | Belgio     | 2        | 20 | 10 | X                 | ND                   | 9-6                   | 11-4                 |
| 1    | Danimarca  | 2        | 17 | 9  | ND                | X                    | 8-4                   | 9-5                  |
| 3    | Portogallo | 0        | 10 | 17 | 6-9               | 4-8                  | X                     | ND                   |
| 3    | Venezuela  | 0        | 9  | 20 | 4-11              | 5-9                  | ND                    | X                    |

Incontri
| Atleti (Vittorie individuali)                                                           | Nazione              | VT | VT | Nazione               | Atleti (Vittorie individuali)                                                    |
| --------------------------------------------------------------------------------------- | -------------------- | -- | -- | --------------------- | -------------------------------------------------------------------------------- |
| Raimondo Carnera (3), Erik Swane Lund (3) René Dybkær (1), Mogens Lüchow (2)            | Danimarca (bandiera) | 9  | 5  | Venezuela (bandiera)  | Gustavo Gutiérrez (1), Giovanni Bertorelli (1) Olaf Sandner (1), Juan Camous (2) |
| Ghislain Delaunois (2), Jean-Baptiste Maquet (3) Albert Bernard (2), Robert Henrion (2) | Belgio (bandiera)    | 9  | 6  | Portogallo (bandiera) | Álvaro Pinto (1), Carlos Dias (2) Álvaro Mário Mourão (2), Francisco Uva (1)     |
| Ghislain Delaunois (3), Jean-Baptiste Maquet (3) Albert Bernard (2), Paul Valcke (3)    | Belgio (bandiera)    | 11 | 4  | Venezuela (bandiera)  | Giovanni Bertorelli (1), Olaf Sandner (1) Gustavo Gutiérrez (1), Juan Camous (1) |
| Erik Swane Lund (0), René Dybkær (2) Mogens Lüchow (3), Raimondo Carnera (3)            | Danimarca (bandiera) | 8  | 4  | Portogallo (bandiera) | Álvaro Pinto (2), João Costa (1) Carlos Dias (0), Álvaro Mário Mourão (1)        |

#### Gruppo 5
Classifica
| Pos. | Nazione     | Vittorie | VI | SI | Incontri             | Incontri               | Incontri             | Incontri |
| Pos. | Nazione     | Vittorie | VI | SI | Finlandia (bandiera) | Lussemburgo (bandiera) | Australia (bandiera) |          |
| ---- | ----------- | -------- | -- | -- | -------------------- | ---------------------- | -------------------- | -------- |
| 1    | Finlandia   | 1        | 11 | 4  | X                    | ND                     | 11-4                 |          |
| 1    | Lussemburgo | 1        | 8  | 3  | ND                   | X                      | 8-3                  |          |
| 3    | Australia   | 0        | 7  | 19 | 4-11                 | 3-8                    | X                    |          |

Incontri
| Atleti (Vittorie individuali)                                             | Nazione                | VT | VT | Nazione              | Atleti (Vittorie individuali)                                         |
| ------------------------------------------------------------------------- | ---------------------- | -- | -- | -------------------- | --------------------------------------------------------------------- |
| Kauko Jalkanen (3), Paavo Miettinen (2) Erkki Kerttula (2), Rolf Wiik (4) | Finlandia (bandiera)   | 11 | 4  | Australia (bandiera) | Jock Gibson (0), Charles Stanmore (2) John Fethers (0), Ivan Lund (2) |
| Léon Buck (2), Jean-Fernand Leischen (2) Émile Gretsch (2), Paul Anen (2) | Lussemburgo (bandiera) | 8  | 3  | Australia (bandiera) | Jock Gibson (0), Charles Stanmore (0) John Fethers (2), Ivan Lund (1) |

#### Gruppo 6
Classifica
| Pos. | Nazione  | Vittorie | VI | SI | Incontri           | Incontri            | Incontri          | Incontri |
| Pos. | Nazione  | Vittorie | VI | SI | Francia (bandiera) | Norvegia (bandiera) | Egitto (bandiera) |          |
| ---- | -------- | -------- | -- | -- | ------------------ | ------------------- | ----------------- | -------- |
| 1    | Francia  | 1        | 8  | 3  | X                  | ND                  | 8-3               |          |
| 1    | Norvegia | 1        | 8  | 6  | ND                 | X                   | 8-6               |          |
| 3    | Egitto   | 0        | 9  | 16 | 3-8                | 6-8                 | X                 |          |

Incontri
| Atleti (Vittorie individuali)                                                    | Nazione             | VT | VT | Nazione           | Atleti (Vittorie individuali)                                                             |
| -------------------------------------------------------------------------------- | ------------------- | -- | -- | ----------------- | ----------------------------------------------------------------------------------------- |
| Egill Knutzen (3), Alfred Eriksen (2) Johan von Koss (2), Sverre Gillebo (1)     | Norvegia (bandiera) | 8  | 6  | Egitto (bandiera) | Osman Abdel Hafeez (1), Salah Dessouki (1) Mahmoud Younes (2), Fathallah Abdel Rahman (2) |
| Jean-Pierre Muller (2), Armand Mouyal (2) Daniel Dagallier (2), René Bougnol (2) | Francia (bandiera)  | 8  | 3  | Egitto (bandiera) | Osman Abdel Hafeez (1), Salah Dessouki (1) Mahmoud Younes (0), Fathallah Abdel Rahman (1) |

### 2º Turno
Si è disputato il 25 luglio. Tre gruppi, le prime due squadre classificate accedevano alle semifinali.

#### Gruppo 1
Classifica
| Pos. | Nazione     | Vittorie | VI | SI | Incontri            | Incontri               | Incontri           | Incontri             |
| Pos. | Nazione     | Vittorie | VI | SI | Ungheria (bandiera) | Lussemburgo (bandiera) | Francia (bandiera) | Finlandia (bandiera) |
| ---- | ----------- | -------- | -- | -- | ------------------- | ---------------------- | ------------------ | -------------------- |
| 1    | Ungheria    | 3        | 31 | 12 | X                   | 10-4                   | 9-5                | 12-3                 |
| 2    | Lussemburgo | 2        | 23 | 22 | 4-10                | X                      | 9-6                | 10-6                 |
| 3    | Francia     | 1        | 19 | 25 | 5-9                 | 6-9                    | X                  | 8-7                  |
| 4    | Finlandia   | 0        | 16 | 30 | 3-12                | 6-10                   | 7-8                | X                    |

Incontri
| Atleti (Vittorie individuali)                                                     | Nazione                | VT | VT | Nazione                | Atleti (Vittorie individuali)                                                      |
| --------------------------------------------------------------------------------- | ---------------------- | -- | -- | ---------------------- | ---------------------------------------------------------------------------------- |
| Lajos Balthazár (3), Barnabás Berzsenyi (1) Béla Rerrich (3), József Sákovics (3) | Ungheria (bandiera)    | 10 | 4  | Lussemburgo (bandiera) | Léon Buck (0), Jean-Fernand Leischen (1) Paul Anen (2), Émile Gretsch (1)          |
| Daniel Dagallier (3), Armand Mouyal (2) Gérard Rousset (2), Claude Nigon (1)      | Francia (bandiera)     | 8  | 7  | Finlandia (bandiera)   | Rolf Wiik (3), Nils Sjöblom (2) Kauko Jalkanen (2), Jaakko Vuorinen (0)            |
| Léon Buck (2), Jean-Fernand Leischen (3) Paul Anen (2), Émile Gretsch (2)         | Lussemburgo (bandiera) | 9  | 6  | Francia (bandiera)     | Gérard Rousset (1), Armand Mouyal (1) Jean-Pierre Muller (1), Daniel Dagallier (3) |
| Lajos Balthazár (3), Imre Hennyei (2) Béla Rerrich (3), József Sákovics (4)       | Ungheria (bandiera)    | 12 | 3  | Finlandia (bandiera)   | Kauko Jalkanen (1), Nils Sjöblom (1) Erkki Kerttula (1), Rolf Wiik (0)             |
| Léon Buck (2), Jean-Fernand Leischen (1) Paul Anen (4), Émile Gretsch (3)         | Lussemburgo (bandiera) | 10 | 6  | Finlandia (bandiera)   | Rolf Wiik (1), Kauko Jalkanen (1) Erkki Kerttula (2), Nils Sjöblom (2)             |
| Lajos Balthazár (3), Barnabás Berzsenyi (2) Béla Rerrich (1), József Sákovics (3) | Ungheria (bandiera)    | 9  | 7  | Francia (bandiera)     | Daniel Dagallier (1), Claude Nigon (3) Jean-Pierre Muller (3), René Bougnol (0)    |

#### Gruppo 2
Classifica
| Pos. | Nazione  | Vittorie | VI | SI | Incontri          | Incontri            | Incontri          | Incontri            |
| Pos. | Nazione  | Vittorie | VI | SI | Italia (bandiera) | Svizzera (bandiera) | Belgio (bandiera) | Norvegia (bandiera) |
| ---- | -------- | -------- | -- | -- | ----------------- | ------------------- | ----------------- | ------------------- |
| 1    | Italia   | 2        | 20 | 4  | X                 | ND                  | 8-1               | 12-3                |
| 1    | Svizzera | 2        | 15 | 10 | ND                | X                   | 7-7               | 8-3                 |
| 3    | Belgio   | 0        | 8  | 15 | 1-8               | 7-7                 | X                 | ND                  |
| 3    | Norvegia | 0        | 6  | 20 | 3-12              | 3-8                 | ND                | X                   |

Incontri
| Atleti (Vittorie individuali)                                                       | Nazione             | VT     | VT     | Nazione             | Atleti (Vittorie individuali)                                                  |
| ----------------------------------------------------------------------------------- | ------------------- | ------ | ------ | ------------------- | ------------------------------------------------------------------------------ |
| Carlo Pavesi (2), Franco Bertinetti (3) Giuseppe Delfino (4), Dario Mangiarotti (3) | Italia (bandiera)   | 12     | 3      | Norvegia (bandiera) | Egill Knutzen (1), Alfred Eriksen (0) Johan von Koss (1), Sverre Gillebo (1)   |
| Otto Rüfenacht (2), Paul Barth (2) Paul Meister (0), Willy Fitting (3)              | Svizzera (bandiera) | 7 (38) | 7 (35) | Belgio (bandiera)   | Ghislain Delaunois (2), Robert Henrion (2) Albert Bernard (2), Paul Valcke (1) |
| Carlo Pavesi (2), Franco Bertinetti (1) Dario Mangiarotti (3), Giuseppe Delfino (2) | Italia (bandiera)   | 8      | 1      | Belgio (bandiera)   | Ghislain Delaunois (1), Robert Henrion (0) Albert Bernard (0), Paul Valcke (0) |
| Otto Rüfenacht (3), Paul Barth (2) Mario Valota (1), Willy Fitting (2)              | Svizzera (bandiera) | 8      | 3      | Norvegia (bandiera) | Egill Knutzen (0), Alfred Eriksen (3) Johan von Koss (0), Sverre Gillebo (0)   |

#### Gruppo 3
Classifica
| Pos. | Nazione       | Vittorie | VI | SI | Incontri          | Incontri             | Incontri                 | Incontri               |
| Pos. | Nazione       | Vittorie | VI | SI | Svezia (bandiera) | Danimarca (bandiera) | Gran Bretagna (bandiera) | Stati Uniti (bandiera) |
| ---- | ------------- | -------- | -- | -- | ----------------- | -------------------- | ------------------------ | ---------------------- |
| 1    | Svezia        | 2        | 30 | 15 | X                 | 14-2                 | 7-8                      | 9-5                    |
| 2    | Danimarca     | 2        | 19 | 28 | 2-14              | X                    | 8-8                      | 9-6                    |
| 3    | Gran Bretagna | 1        | 23 | 24 | 8-7               | 8-8                  | X                        | 7-9                    |
| 4    | Stati Uniti   | 1        | 20 | 25 | 5-9               | 6-9                  | 9-7                      | X                      |

Incontri
| Atleti (Vittorie individuali)                                                        | Nazione                  | VT     | VT     | Nazione                  | Atleti (Vittorie individuali)                                                           |
| ------------------------------------------------------------------------------------ | ------------------------ | ------ | ------ | ------------------------ | --------------------------------------------------------------------------------------- |
| Bengt Ljungquist (3), Berndt-Otto Rehbinder (4) Sven Fahlman (4), Carl Forssell (3)  | Svezia (bandiera)        | 14     | 2      | Danimarca (bandiera)     | Ib Nielsen (0), Erik Swane Lund (0) Mogens Lüchow (2), René Dybkær (0)                  |
| Paul Makler, Sr. (3), Joe de Capriles (4) James Strauch (0), Albert Wolff (2)        | Stati Uniti (bandiera)   | 9      | 7      | Gran Bretagna (bandiera) | Christopher Grose-Hodge (2), Allan Jay (1) Ronald Parfitt (3), Ray Harrison (1)         |
| Christopher Grose-Hodge (2), Allan Jay (2) Ray Harrison (2), Ronald Parfitt (2)      | Gran Bretagna (bandiera) | 8      | 7      | Svezia (bandiera)        | Berndt-Otto Rehbinder (3), Bengt Ljungquist (1) Carl Forssell (1), Per Carleson (2)     |
| René Dybkær (2), Erik Swane Lund (3) Raimondo Carnera (1), Mogens Lüchow (3)         | Danimarca (bandiera)     | 9      | 6      | Stati Uniti (bandiera)   | Paul Makler, Sr. (2), James Strauch (2) Joe de Capriles (1), Alfred Skrobisch (1)       |
| Berndt-Otto Rehbinder (2), Sven Fahlman (2) Lennart Magnusson (3), Carl Forssell (2) | Svezia (bandiera)        | 9      | 5      | Stati Uniti (bandiera)   | Paul Makler, Sr. (0), Ed Vebell (2) Albert Wolff (2), Joe de Capriles (1)               |
| René Dybkær (3), Erik Swane Lund (1) Raimondo Carnera (1), Mogens Lüchow (3)         | Danimarca (bandiera)     | 8 (37) | 8 (34) | Gran Bretagna (bandiera) | Christopher Grose-Hodge (2), Ronald Parfitt (3) Charles de Beaumont (1) , René Paul (2) |

### Semifinali
Si sono disputate il 26 luglio. Due gruppi, le prime due squadre classificate accedevano al girone finale.

#### Gruppo 1
Classifica
| Pos. | Nazione     | Vittorie | VI | SI | Incontri               | Incontri          | Incontri             | Incontri |
| Pos. | Nazione     | Vittorie | VI | SI | Lussemburgo (bandiera) | Italia (bandiera) | Danimarca (bandiera) |          |
| ---- | ----------- | -------- | -- | -- | ---------------------- | ----------------- | -------------------- | -------- |
| 1    | Lussemburgo | 1        | 10 | 5  | X                      | ND                | 10-5                 |          |
| 1    | Italia      | 1        | 9  | 7  | ND                     | X                 | 9-7                  |          |
| 3    | Danimarca   | 0        | 12 | 19 | 5-10                   | 7-9               | X                    |          |

Incontri
| Atleti (Vittorie individuali)                                                       | Nazione                | VT | VT | Nazione              | Atleti (Vittorie individuali)                                                |
| ----------------------------------------------------------------------------------- | ---------------------- | -- | -- | -------------------- | ---------------------------------------------------------------------------- |
| Léon Buck (3), Jean-Fernand Leischen (1) Émile Gretsch (2), Paul Anen (4)           | Lussemburgo (bandiera) | 10 | 5  | Danimarca (bandiera) | Raimondo Carnera (2), Erik Swane Lund (1) René Dybkær (0), Mogens Lüchow (2) |
| Franco Bertinetti (2), Carlo Pavesi (3) Giuseppe Delfino (0), Dario Mangiarotti (3) | Italia (bandiera)      | 8  | 7  | Danimarca (bandiera) | Raimondo Carnera (3), Erik Swane Lund (1) Mogens Lüchow (2), Jakob Lyng (1)  |

#### Gruppo 2
Classifica
| Pos. | Nazione  | Vittorie | VI | SI | Incontri            | Incontri          | Incontri            | Incontri |
| Pos. | Nazione  | Vittorie | VI | SI | Svizzera (bandiera) | Svezia (bandiera) | Ungheria (bandiera) |          |
| ---- | -------- | -------- | -- | -- | ------------------- | ----------------- | ------------------- | -------- |
| 1    | Svizzera | 1        | 18 | 12 | X                   | 6-8               | 12-4                |          |
| 2    | Svezia   | 1        | 14 | 15 | 8-6                 | X                 | 6-9                 |          |
| 3    | Ungheria | 1        | 13 | 18 | 4-12                | 9-6               | X                   |          |

Incontri
| Atleti (Vittorie individuali)                                                     | Nazione             | VT | VT | Nazione             | Atleti (Vittorie individuali)                                                        |
| --------------------------------------------------------------------------------- | ------------------- | -- | -- | ------------------- | ------------------------------------------------------------------------------------ |
| Otto Rüfenacht (3), Paul Barth (2) Willy Fitting (4), Oswald Zappelli (3)         | Svizzera (bandiera) | 12 | 4  | Ungheria (bandiera) | Lajos Balthazár (1), Barnabás Berzsenyi (1) Béla Rerrich (0), József Sákovics (2)    |
| Lajos Balthazár (1), Barnabás Berzsenyi (4) Béla Rerrich (2), József Sákovics (2) | Ungheria (bandiera) | 9  | 6  | Svezia (bandiera)   | Lennart Magnusson (2), Berndt-Otto Rehbinder (1) Per Carleson (1), Carl Forssell (2) |
| Lennart Magnusson (1), Bengt Ljungquist (3) Sven Fahlman (3), Carl Forssell (1)   | Svezia (bandiera)   | 8  | 6  | Svizzera (bandiera) | Mario Valota (1), Paul Barth (0) Oswald Zappelli (2), Willy Fitting (3)              |

### Girone finale
Si è disputato il 26 luglio.
Classifica
| Pos.    | Nazione     | Vittorie | VI | SI | Incontri          | Incontri          | Incontri            | Incontri               |
| Pos.    | Nazione     | Vittorie | VI | SI | Italia (bandiera) | Svezia (bandiera) | Svizzera (bandiera) | Lussemburgo (bandiera) |
| ------- | ----------- | -------- | -- | -- | ----------------- | ----------------- | ------------------- | ---------------------- |
| Oro     | Italia      | 3        | 32 | 11 | X                 | 8-5               | 12-4                | 12-2                   |
| Argento | Svezia      | 2        | 26 | 17 | 5-8               | X                 | 8-6                 | 13-3                   |
| Bronzo  | Svizzera    | 1        | 18 | 24 | 4-12              | 6-8               | X                   | 8-4                    |
| 4       | Lussemburgo | 0        | 9  | 33 | 2-12              | 3-13              | 4-8                 | X                      |

Incontri
| Atleti (Vittorie individuali)                                                          | Nazione             | VT | VT | Nazione                | Atleti (Vittorie individuali)                                              |
| -------------------------------------------------------------------------------------- | ------------------- | -- | -- | ---------------------- | -------------------------------------------------------------------------- |
| Dario Mangiarotti (3), Franco Bertinetti (4) Edoardo Mangiarotti (3), Carlo Pavesi (2) | Italia (bandiera)   | 12 | 4  | Svizzera (bandiera)    | Otto Rüfenacht (2), Paul Barth (1) Willy Fitting (1), Oswald Zappelli (0)  |
| Bengt Ljungquist (3), Berndt-Otto Rehbinder (3) Sven Fahlman (3), Per Carleson (4)     | Svezia (bandiera)   | 13 | 3  | Lussemburgo (bandiera) | Léon Buck (0), Paul Anen (0) Émile Gretsch (3), Jean-Fernand Leischen (0)  |
| Dario Mangiarotti (2), Franco Bertinetti (3) Carlo Pavesi (4), Edoardo Mangiarotti (3) | Italia (bandiera)   | 12 | 2  | Lussemburgo (bandiera) | Léon Buck (0), Paul Anen (0) Émile Gretsch (1), Jean-Fernand Leischen (1)  |
| Sven Fahlman (2), Per Carleson (4) Carl Forssell (2), Berndt-Otto Rehbinder (0)        | Svezia (bandiera)   | 8  | 6  | Svizzera (bandiera)    | Otto Rüfenacht (2), Paul Barth (1) Willy Fitting (1), Oswald Zappelli (2)  |
| Otto Rüfenacht (3), Paul Meister (1) Oswald Zappelli (1), Paul Barth (3)               | Svizzera (bandiera) | 8  | 4  | Lussemburgo (bandiera) | Léon Buck (0), Jean-Fernand Leischen (1) Paul Anen (1), Émile Gretsch (2)  |
| Dario Mangiarotti (1), Franco Bertinetti (3) Carlo Pavesi (2), Edoardo Mangiarotti (2) | Italia (bandiera)   | 8  | 5  | Svezia (bandiera)      | Sven Fahlman (0), Carl Forssell (1) Per Carleson (0), Bengt Ljungquist (4) |